# Geografia Burundi

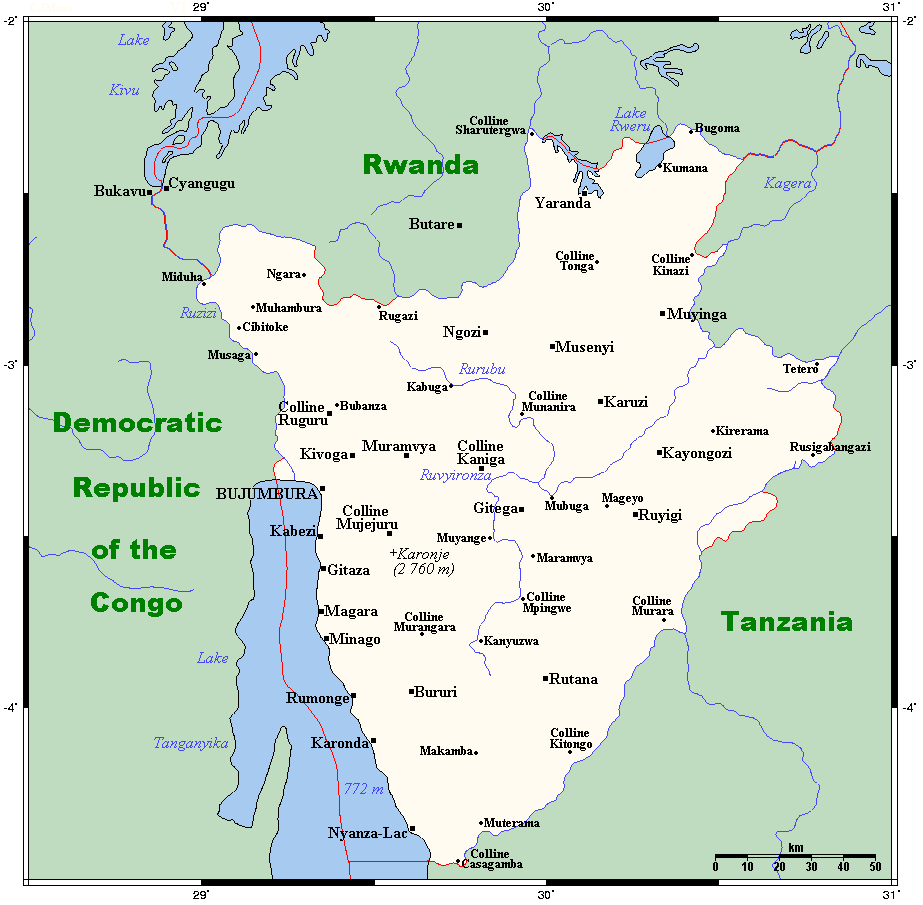
Mapa Burundi

Burundi jest państwem afrykańskim, położonym w zachodniej części Afryki Wschodniej. Jest to niewielkie państwo bez dostępu do morza. Niepodległość uzyskało w 1962 roku. Wcześniej było administrowane przez Belgię.

## Granice
Burundi graniczy z następującymi państwami (podano długość granic):
- Rwanda – 290 km
- Tanzania – 451 km
- Demokratyczna Republika Konga – 233 km

## Budowa geologiczna i rzeźba

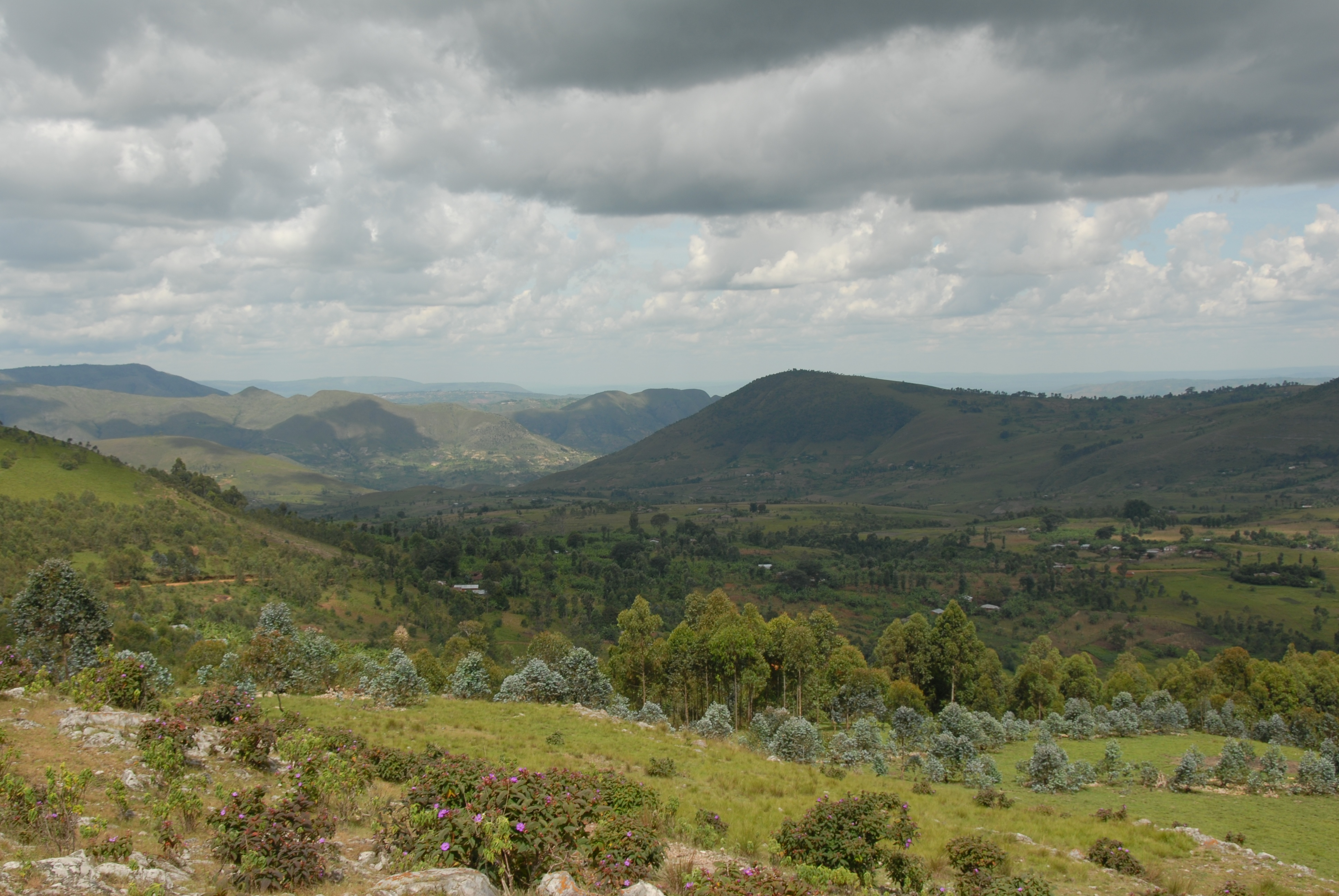
Krajobraz Burundi

Burundi jest państwem górzystym, bez obszarów nizinnych. Całe terytorium państwa leży na prekambryjskich skałach krystalicznych, które przetykane są intruzjami granitowymi. Południowo-wschodnia część kraju zbudowana jest z wapieni i dolomitów. Zachód kraju jest częścią dna Rowu Środkowoafrykańskiego. Burundi dzieli się na trzy krainy fizycznogeograficzne. Pierwsza to zachodnia równina, składająca się z doliny rzeki Rusizi i równiny przyjeziornej (okolice jeziora Tanganika). Jest to najniżej położony obszar kraju, wysokość bezwzględna wynosi tu 780 do 1000 m n.p.m. Drugi obszar to grzbiet Bufundu-Mugamba, którego średnia wysokość waha się od 1400 do 1700 m n.p.m., a maksymalna wysokość przekracza 2000 m. Najwyższym szczytem kraju jest Heha o wysokości 2670 m n.p.m. Trzecia kraina to równina wschodnia z kulminacyjnym szczytem Bugundu o wysokości 1645 m n.p.m.

## Klimat
Burundi leży w strefie klimatu podrównikowego wilgotnego, jednak jest on zróżnicowany ze względu na ukształtowanie terenu. Warunki pogodowe (opady i temperatura) są więc zróżnicowane. W obszarach najniżej położonych temperatury wahają się od 23 do 25 °C, a roczne zmiany są niewielkie. Im wyżej, tym jest chłodniej, a amplitudy dobowe rosną. Na najwyżej położonych obszarach kraju panuje klimat górski z temperaturami średnio o dziesięć stopni niższymi. Kraj jest bardzo wilgotny, a ilość opadów rośnie wraz z wysokością. Na terenach nisko położonych, zwłaszcza w rejonie jeziora Tanganika, opady wynoszą około 1000 mm. W górach wzrastają do 1800. Roczny rozkład opadów nie ulega większym zmianom ze względu na typ klimatu. W kraju nie ma wyraźnej pory suchej i deszczowej. Przebieg opadów deszczu jest typowy dla obszarów górskich.

## Wody
Kraj leży zasadniczo w obszarze zlewiska Nilu za pośrednictwem rzeki Kagery i jej dopływów. Część rzek, jak np. Rusizi, należą do dorzecza Konga. Największą rzeką kraju jest Ruvubu. Burundi jest bardzo zasobne w wody. W kraju jest dużo rzek o górskim charakterze. Zachodnia część kraju położona jest nad jeziorem Tanganika (środkiem jeziora przechodzi zachodnia granica kraju).

## Gleby
Gleby w Burundi są bardzo zróżnicowane. Na skałach wulkanicznych występują żyzne gleby – kambisole. Strome zbocza gór pokryte są ubogimi litosolami. Tereny należące do dna Rowu Środkowoafrykańskiego zawierają gleby wertisole, które podobnie jak kambisole posiadają wysoki poziom żyżności.

## Flora
Szata roślinna, a w szczególności jej zagęszczenie jest wysokie. Jest to spowodowane dużymi opadami, jak i urodzajnością gleb. Północno-zachodnią część kraju porastają górskie lasy tropikalne. Obecnie są one zachowane we fragmentarycznym stanie z powodu działalności człowieka. Wschód kraju pokrywają sawanny lesiste, które w północno-wschodniej części kraju przechodzą w bardziej suche sawanny drzewiaste. Duże opady w Burundi sprawiają, że roślinność jest bujna. Południe kraju jest zdominowane przez widne lasy tropikalne o odmianie zambezyjskiej.

## Fauna

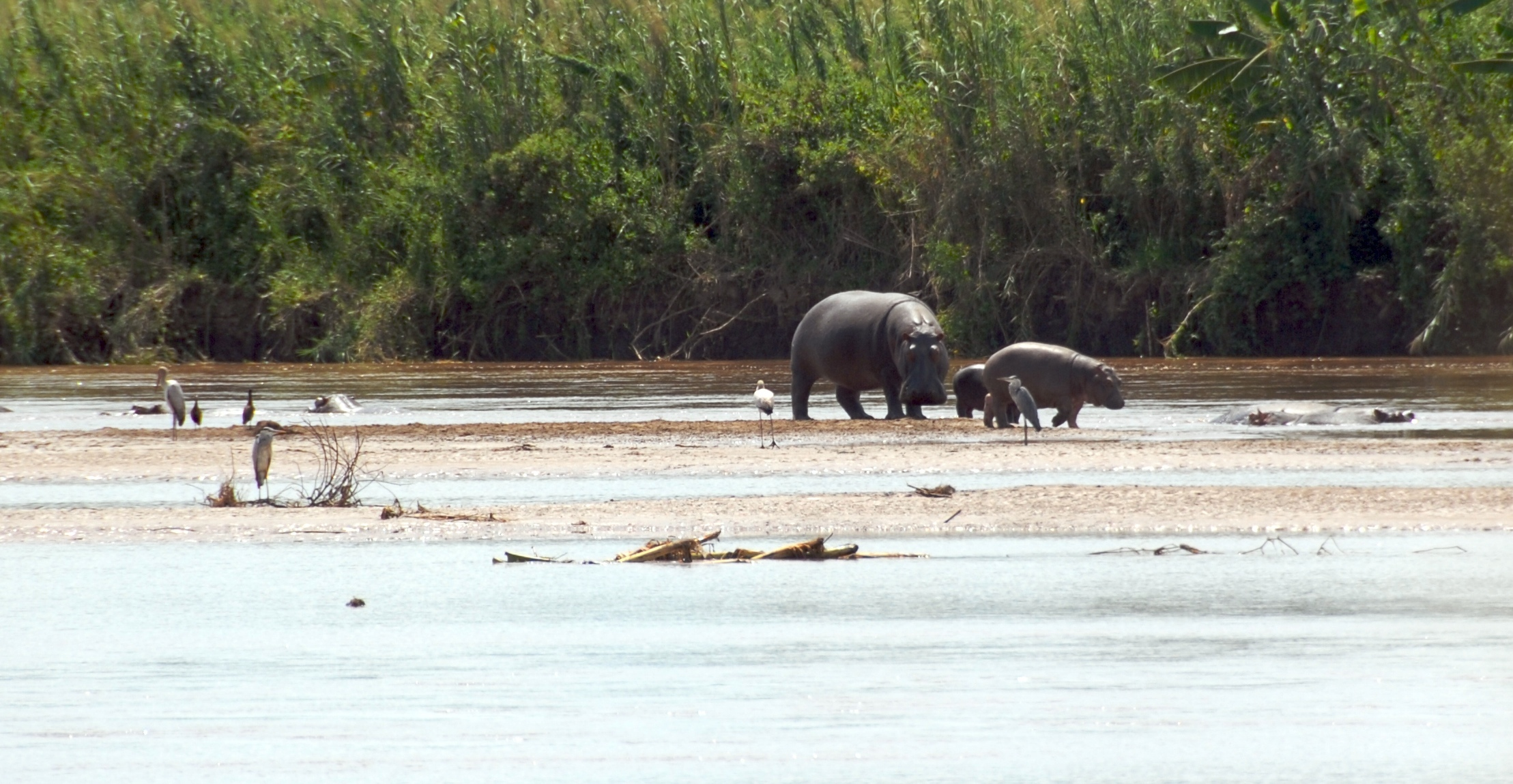
Hipopotamy nad rzeką Rusizi

Świat zwierząt cechuje się dużą różnorodnością gatunków, jednak z powodu działań człowieka, liczebność zwierząt została mocno zredukowana. W ostatnim czasie Burundi podjęło działania na rzecz ochrony przyrody. Utworzone zostały rezerwaty i tereny ochronne, jednak zajmują one łącznie zaledwie 3,2% powierzchni kraju. W Burundi występują takie gatunki jak słonie, hipopotamy, zebry, antylopy, a także lwy i lamparty.